# Nino Defilippis
Nino Defilippis (* Turín, 21 de marzo de 1932 - 13 de julio de 2010) Fue un ciclista italiano, profesional entre 1952 y 1964, cuyos mayores éxitos deportivos los obtuvo en el Tour de Francia donde logró 7 victorias de etapas, en el Giro de Italia donde logró 9 victorias de etapa, y en la Vuelta a España donde logró 2 victorias de etapa y se hizo con el Gran Premio de la Montaña.
Igualmente son destacables el tercer puesto obtenido en la clasificación general del Giro de Italia de 1962, el quinto puesto logrado en la clasificación general del Tour de Francia de 1956, la medalla de plata del campeonato mundial de ciclismo en su edición de 1961 y los campeonatos italianos de ciclismo en las ediciones de 1960 y 1962.
Conocido con el sobrenombre de Cit ("pequeño" en dialecto piamontés), también practicó el ciclismo en pista donde destacaron sus participaciones en los Seis días de Milán. 
Falleció de cáncer en Turín, el 13 de julio de 2010.

## Palmarés
| 1952 - 1 etapa del Giro de Italia - Trofeo Baracchi junto a Giancarlo Astrua 1953 - Tres Valles Varesinos - 2.º en el Campeonato de Italia en Ruta 1954 - 1 etapa del Giro de Italia - Giro del Piamonte - Giro d'Emilia 1955 - 1 etapa del Giro de Italia - Giro d'Emilia 1956 - 3 etapas del Tour de Francia - 1 etapa de la Vuelta a España, más Gran Premio de la Montaña 1957 - 2 etapas del Tour de Francia 1958 - 2 etapas del Giro de Italia, más Premio a la Regularidad - Giro de Lombardía - Giro de Lazio - Giro del Piamonte - Génova-Niza - 1 etapa de la Vuelta a Suiza - 1 etapa del Giro de Cerdeña - 3 etapas del Tour de l'Ouest - 1 etapa de la París-Niza - Gran Premio de Antibes - Premio de Maggiora - 2.º en el Campeonato de Italia en Ruta | 1959 - 1 etapa del Giro de Italia - 1 etapa del Giro de Cerdeña 1960 - 2 etapas del Tour de Francia - Campeonato de Italia en Ruta - Giro de Toscana - Tres Valles Varesinos - 1 etapa del Giro de Cerdeña 1961 - 1 etapa del Giro de Italia - 2.º en el Campeonato Mundial en Ruta - Giro del Veneto - Gran Premio de Cannes 1962 - 1 etapa de la Vuelta a España - 3.º en el Giro de Italia - Campeonato de Italia en Ruta - Giro de Lazio 1963 - 1 etapa del Giro de Italia 1964 - 1 etapa del Giro de Italia |

## Resultados en Grandes Vueltas y Campeonatos del Mundo
| Carrera         | 1952 | 1953 | 1954 | 1955 | 1956 | 1957 | 1958 | 1959 | 1960 | 1961 | 1962 | 1963 | 1964 |
| --------------- | ---- | ---- | ---- | ---- | ---- | ---- | ---- | ---- | ---- | ---- | ---- | ---- | ---- |
| Giro de Italia  | 22º  | 12º  | 15º  | 51.º | Ab.  | 13º  | 34º  | 18º  | 22º  | 10º  | 3º   | Ab.  | 35º  |
| Tour de Francia | -    | -    | -    | -    | 5.º  | 7.º  | -    | -    | 67.º | -    | Ab.  | -    | -    |
| Vuelta a España | -    | -    | -    | -    | 18º  | -    | -    | -    | -    | -    | Ab.  | -    | -    |
| Mundial en Ruta | -    | 5º   | -    | 13º  | -    | 24.º | 14.º | 23.º | 20.º | 2.º  | -    | -    | -    |

-: no participa

Ab.: abandono